# Sabine Plakolm-Forsthuber
Sabine Plakolm-Forsthuber (Salzburg, 30 april 1959) is een Oostenrijks kunsthistorica. 

## Biografie
Forsthuber studeerde kunstgeschiedenis en Italiaans aan de Universiteit van Wenen en vanaf 1977 ook aan de Università per stranieri di Perugia. Ze promoveerde in 1986 op het proefschrift Moderne Raumkunst. Wiener Ausstellungsbauten von 1898–1914. Ze werkte als onderzoeksassistente aan het Instituut voor Kunstgeschiedenis, Monumentenzorg en Industriële Archeologie aan de Technische Universiteit Wenen (TU Wenen). In 2000 gaf Plakolm-Forsthuber les aan de Technische Universiteit van Wenen over het onderwerp Vrouwelijke kunstenaars in Oostenrijk 1897-1938 - schilderkunst, beeldhouwkunst, architectuur. Sindsdien doceert ze kunstgeschiedenis aan de TU Wenen en organiseert ze seminars aan de Universiteit van Wenen.

## Onderscheidingen
In 1991 en 1994 ontving ze de prijs Schönstes Buch Österreichs.

## Werken (selectie)
- Sabine Forsthuber: Vom Ende der Wiener Frauenakademie in der NS-Zeit., Verlag für Gesellschaftskritik, Wenen (1990) - ISBN 3-85115-130-5, S. 217–246
- Sabine Forsthuber: Moderne Raumkunst. Wiener Ausstellungsbauten von 1898 bis 1914., Picus, Wenen (1991) - ISBN 3-85452-112-X
- Künstlerinnen in Österreich 1897–1938. Malerei, Plastik, Architektur. Picus, Wenen (1994) - ISBN 3-85452-122-7
- Florentiner Frauenklöster. Von der Renaissance bis zur Gegenreformation. Imhof, Petersberg (2009) - ISBN 978-3-86568-327-4
- Margarete Depner – Eine wiederentdeckte Malerin der Moderne., Böhlau, Wenen (2011) - ISBN 978-3-205-78618-4, S. 105–131
- Sabine Plakolm-Forsthuber: Im Blickfeld der Rektoren. Zur künstlerischen Ausgestaltung der Rektorengalerie der TU Wien. (tevens in het Engels als Under the Gaze of the Rectors. On the Artistic Arrangement of the TU Wien Gallery of Rectors.), Böhlau, Wenen (2015) - ISBN 978-3-205-20113-7, S. 25–44
- „Loos remodeled“. Zum Umbau der Wohnung Leopold Goldman durch die Architektin Liane Zimbler 1936., Böhlau, Wenen (2018) - ISBN 978-3-205-20634-7, S. 263–280